# Henry Moore
Henry Spencer Moore (Castleford, Inglaterra, 30 de julio de 1898-Much Hadham, Inglaterra, 31 de agosto de 1986), conocido como Henry Moore, fue un escultor británico conocido por sus esculturas abstractas de bronce y mármol que pueden ser contempladas en numerosos lugares del mundo como obras de arte público.
Aunque durante sus inicios Moore siguió el estilo romántico de la época victoriana, posteriormente desarrolló un estilo propio, influido por varios artistas renacentistas y góticos tales como Miguel Ángel, Giotto y Giovanni Pisano, así como por la cultura tolteca-maya. Las primeras obras de Moore fueron realizadas usando la técnica de tallado directo, pero, a finales de los años 1940, Moore comenzó a producir esculturas moldeando la figura en arcilla o yeso antes de terminar el trabajo en bronce usando la técnica de moldeo a la cera perdida o la de moldeo en arena.
Sus obras generalmente representan abstracciones de la figura humana, como una madre con su hijo o figuras reclinadas. La mayoría de sus esculturas representan el cuerpo femenino a excepción de las realizadas durante los años 1950, cuando esculpió grupos familiares. Sus esculturas generalmente tienen espacios vacíos y formas onduladas, inspiradas, según algunos críticos, por los paisajes de Yorkshire, su lugar de origen.
Moore fue una de las figuras artísticas más conocidas de su época, siendo considerado "la voz oficial de la escultura británica y la cara aceptable de la Modernidad". La habilidad que adquirió en su madurez para cumplir encargos de obras de gran tamaño, tales como West Wind en el edificio del Metro de Londres, lo hizo excepcionalmente rico. Sin embargo, vivió modestamente y la mayor parte de su dinero fue usado para crear y mantener la Fundación Henry Moore, una fundación dedicada a promover la educación y fomento de las artes.
Moore murió el 31 de agosto de 1986 en su hogar en Hertfordshire a los 88 años y fue enterrado en la Catedral de San Pablo de Londres. Sus obras y su estilo influyeron a numerosos artistas británicos e internacionales tales como sir Anthony Caro, Phillip King, Eduardo Paolozzi y Kenneth Armitage. Asimismo, Moore también dejó su marca en varias organizaciones artísticas del Reino Unido, siendo miembro de las juntas directivas de la National Gallery de Londres y de la Tate.

## Biografía

### Primeros años
Moore nació en Castleford (Yorkshire del Oeste), hijo de Mary Baker y Raymond Spencer Moore. Su padre, quien había inmigrado de Irlanda y era ingeniero en la mina de carbón Wheldale, era autodidacta y le interesaba la música y la literatura. También se preocupaba por la educación de sus hijos, ya que no quería que ellos trabajaran en las minas. Henry fue el séptimo de ocho hijos y asistió a la escuela primaria en Castleford, donde comenzó a moldear arcilla y a tallar madera. Cuando tenía once años, decidió convertirse en escultor tras oír hablar sobre Miguel Ángel.
Ese mismo año, una maestra notó su talento e interés en la escultura medieval y le ofreció una beca para la Castleford Secondary School (Escuela Secundaria de Castleford), donde varios de sus hermanos habían estudiado. Su maestra de arte amplió los conocimientos artísticos de Moore y lo apoyó para que se dedicara al arte. Moore decidió definitivamente que quería convertirse en un artista y solicitó una beca en el college local.
Sus padres no estaban de acuerdo con su deseo de estudiar escultura ya que creían que era una vocación sin futuro. Después de trabajar brevemente como asistente de profesor, Moore empezó a trabajar como maestro en su antigua escuela. Cuando cumplió 18 años fue reclutado por el ejército para la Primera Guerra Mundial, convirtiéndose en el miembro más joven del regimiento Prince of Wales's Own Civil Service Rifles. Moore fue herido en 1917 durante un ataque de gas en la Batalla de Cambrai y, tras recuperarse en un hospital, pasó el resto de la guerra como entrenador físico.

### Inicios como escultor
Después de la Gran Guerra Moore recibió un subsidio para continuar su educación y en 1919 se convirtió en el primer estudiante de escultura del Leeds College of Art and Design, donde incluso se creó un estudio de escultura especialmente para Moore. Allí conoció a Barbara Hepworth, otra estudiante que, más tarde, se convertiría también en una escultora famosa, y ambos iniciaron una amistad que duraría años. En Leeds Moore pudo conocer varias obras conservadas por Sir Michael Ernest Sadler, el vicecanciller de la universidad. En 1921 ganó una beca para estudiar en el Royal College of Art en Londres, donde su amiga Hepworth había ido el año anterior. Durante su estancia en Londres, Moore extendió sus conocimientos sobre el arte primitivo y la escultura, estudiando las colecciones etnográficas del Victoria and Albert Museum y del Museo Británico.

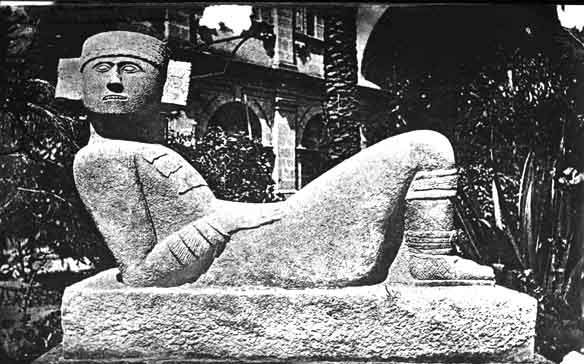
Una estatua de piedra de Chac Mool en Chichén Itzá. Este tipo de escultura influyó en el estilo de Moore.

Las primeras esculturas de Moore y Hepworth siguieron el estilo romántico de la época victoriana y generalmente recreaban formas naturales, paisajes y animales. Más tarde Moore se separó de los ideales clásicos. Sus familiaridad con el arte primitivo y la influencia de escultores como Constantin Brâncuşi, Jacob Epstein y Frank Dobson lo llevaron a preferir el método de tallado directo, con el cual las imperfecciones del material y las marcas hechas por las herramientas forman parte de la escultura final. Tras adoptar esta técnica, Moore tuvo problemas con sus profesores ya que ese método no era usual en ese entonces. En una clase con Francis Derwent Wood (el profesor de escultura del Royal College) se le asignó que realizara un relieve en mármol de La Virgen y el Niño de Domenico Rosselli, modelando el relieve en yeso y posteriormente reproduciéndolo en el mármol usando una máquina de puntos. En lugar de seguir el proceso indicado, Moore talló el material directamente, dejando marcas en la superficie para simular las marcas hechas por la máquina.
En 1924 Moore ganó una beca de seis meses y la usó para viajar a la Italia septentrional a estudiar las obras de Miguel Ángel, Giotto, Giovanni Pisano y otros grandes artistas. Durante este viaje también visitó París, donde tomó una clase de bosquejos en la Académie Colarossi y visitó el Museo del Louvre. Allí observó un molde de yeso de una escultura tolteca-maya, el Chac Mool, la cual se convertiría en adelante en uno de los motivos principales de sus esculturas.

### Hampstead
Tras su regreso a Londres, Moore obtuvo un puesto por siete años como profesor en el Royal College of Art. Solamente tenía que trabajar dos días a la semana, por lo que podía usar el resto del tiempo para su propio trabajo. Su primera comisión, West Wind (1928-1929), fue uno de los ocho relieves de "winds" (vientos) en las paredes de la sede central del Subterráneo de Londres en 55 Broadway. Los otros relieves fueron esculpidos por otros artistas contemporáneos, incluyendo a Eric Gill. En julio de 1929 Moore se casó con Irina Radetsky, una estudiante de pintura en el Royal College, quien había nacido en Kiev en 1907 y tenía ascendencia rusa y polaca. Su padre había muerto durante la revolución rusa de 1917 y su madre fue evacuada a París donde se casó con un oficial del ejército británico. Irina se trasladó a París un año después de este matrimonio y estudió allí hasta que cumplió 16 años. Posteriormente vivió con unos parientes de su padrastro en Buckinghamshire.

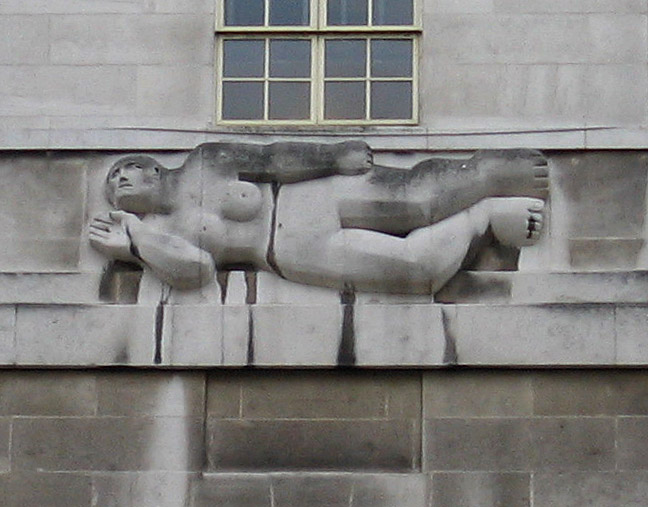
West Wind (1928–29), la primera comisión pública de Moore. Fue esculpida en piedra de Pórtland y muestra la influencia de las esculturas de la Capilla de los Médici (realizadas por Miguel Ángel) y de la figura del Chac Mool.

Tras el matrimonio, Irina comenzó a posar para algunos de los trabajos de Moore. La pareja se mudó a un estudio en Hampstead, donde se estaba formando una pequeña colonia de artistas. Hepworth y su pareja Ben Nicholson también se mudaron a un estudio situado en esa zona en la que Naum Gabo, Roland Penrose y el crítico de arte Herbert Read asimismo vivían. Entre ellos tuvo así lugar un fructífero intercambio de ideas, muchas de las cuales serían publicadas por Read, lo que incrementó la fama de Moore. Allí contactaron también con arquitectos y diseñadores de Europa Continental que se trasladarían con el tiempo a los Estados Unidos y muchos de ellos encargarían trabajos a Moore posteriormente.
En 1932 Moore fue nombrado Jefe del Departamento de Escultura de la Chelsea School of Art. Artísticamente, Moore, Hepworth y otros miembros de la Seven and Five Society (una sociedad de artistas formada en Londres en 1919) desarrollaron trabajos cada vez más abstractos, influidos por sus viajes a París y su contacto con artistas surrealistas y cubistas como Pablo Picasso, Georges Braque, Jean Arp y Alberto Giacometti. Moore estuvo interesado en el surrealismo y en 1933 se unió al movimiento artístico de Paul Nash "Unit One Group". Moore y Nash formaron parte del comité organizador de la London International Surrealist Exhibition (Exhibición Surrealista Internacional de Londres), realizada en 1936. En 1937, Roland Penrose compró la escultura abstracta de Moore Mother and Child y la expuso en el jardín de su casa de Hampstead. Durante este periodo, Moore dejó de usar el método de tallado directo y empezó a trabajar en bronce, usando maquetas de arcilla y yeso.
Sin embargo, la Segunda Guerra Mundial interrumpió este periodo de su carrera. La Chelsea School of Art fue evacuada a Northampton y Moore renunció a su puesto como profesor. Durante la guerra, su trabajo consistió en reflejarla con arte. Sus trabajos más famosos son los dibujos que realizó de londinenses durmiendo en el subterráneo de Londres mientras se protegían del Blitz. Estos dibujos incrementaron su reputación internacional. Después de que su casa en Hampstead fuera destruida por una bomba en 1940, Moore e Irina se mudaron a una casa de campo en la villa de Perry Green cerca de Much Hadham (Hertfordshire), en la que la pareja viviría durante el resto de su vida. A pesar de haber adquirido una riqueza considerable durante sus últimos años, Moore nunca quiso mudarse a una casa más grande. Sin embargo, con el paso de los años, se le añadieron varios talleres de trabajo a la casa en Perry Green.

### Últimos años de vida

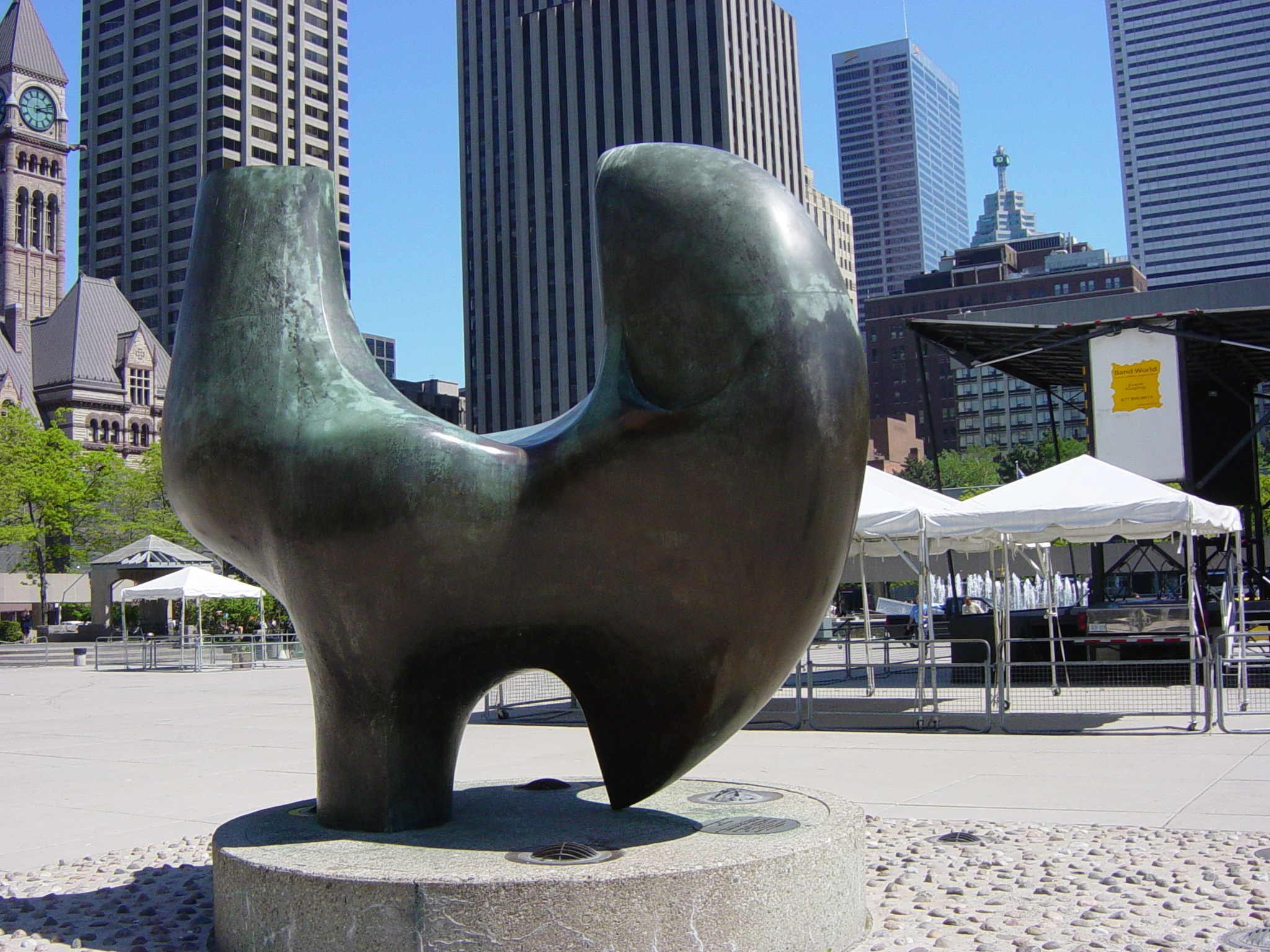
Three Way Piece No. 2 (también conocida como The Archer), 1964-1965, en la Toronto City Hall Plaza.

Después de varios abortos espontáneos, Irina dio a luz en marzo de 1946 a una niña que fue llamada Mary Moore en honor de su abuela paterna, fallecida varios años atrás. La pérdida de su madre y el nacimiento de su hija influyeron en muchos de los trabajos que realizó durante este periodo, cuando produjo numerosas esculturas de una madre con su hijo. Sin embargo, sus figuras reclinadas siguieron siendo populares. En 1946 viajó por primera vez a los Estados Unidos para la inauguración de una exposición retrospectiva de su trabajo en el Museo de Arte Moderno de Nueva York.
Kenneth Clark se convirtió en uno de los admiradores del trabajo de Moore y, gracias a su posición como miembro del Arts Council of Great Britain (Consejo de Artes de Gran Bretaña), organizó varias exhibiciones para Moore, además de encargarle varios trabajos. En 1948 Moore ganó el Premio Internacional de Escultura en la Bienal de Venecia. Además, fue uno de los artistas principales del Festival of Britain en 1951 y de la documenta 1 en 1955.

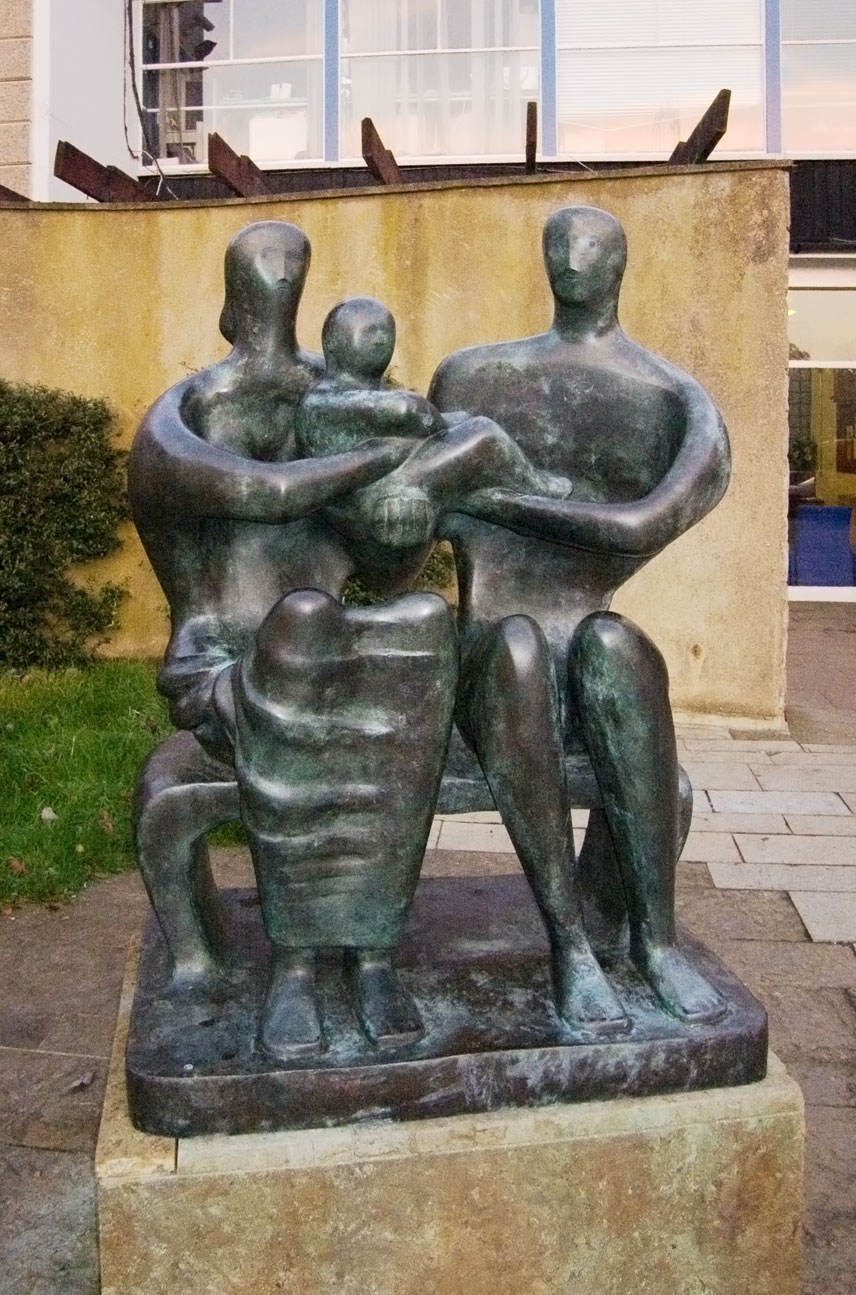
La estatua de bronce Family Group (1950), localizada en la entrada de The Barclay School en Stevenage (Hertfordshire), fue la primera comisión de gran escala de Moore después de la Segunda Guerra Mundial.

Hacia el final de la Segunda Guerra Mundial, Moore contactó con el educador Henry Morris, quien estaba tratando de reformar la educación con el concepto de Village College. Morris había contratado a Walter Gropius como arquitecto para desarrollar el proyecto del segundo village college en Impington y quería que Moore diseñara una escultura pública para el campus. Sin embargo, el concejo condal no tenía suficientes fondos para realizar el diseño original de Gropius y redujeron la escala del proyecto. Debido a la falta de fondos, Morris tuvo que cancelar la escultura de Moore, quien sólo había realizado una maqueta. Moore usó el diseño en 1950 para una estatua que fue colocada en una escuela secundaria de Stevenage. El proyecto, titulado Family Group, fue su primera escultura pública realizada en bronce.
Durante los años 1950 Moore empezó a recibir más encargos, incluyendo una figura reclinada para el edificio de la Unesco en París en 1957. Debido a la gran cantidad de encargos, contrató a varios asistentes para que trabajaran con él en Perry Green. Entre sus asistentes estaban Anthony Caro y Richard Wentworth.
En 1967 Moore creó una estatua llamada Nuclear Energy (Energía Nuclear), instalada en el campus de la Universidad de Chicago para conmemorar el 25 aniversario de la primera reacción en cadena controlada, llevada a cabo por un grupo de físicos de la universidad liderados por Enrico Fermi. La estatua fue inaugurada en el sitio donde solían encontrarse las graderías de estadio de fútbol americano de la universidad, sobre el lugar donde se había realizado el experimento. Aunque algunos creen que la estatua representa una nube de hongo coronada por un cráneo humano, la interpretación de Moore fue completamente diferente. En una ocasión le dijo a un amigo que esperaba que los espectadores "[caminaran] alrededor de [la estatua], observando los espacios abiertos y que tuvieran la sensación de estar en una catedral". Moore también realizó Man Enters the Cosmos (1980), la cual le fue encargada como un reconocimiento al programa de exploración espacial. La estatua se encuentra en el Adler Planetarium en Chicago.
Las últimas tres décadas de la vida de Moore siguieron un camino similar, realizándose retrospectivas de su trabajo en numerosos países. Una de las más admiradas fue la realizada en el verano de 1972 en los terrenos del Forte Belvedere en Florencia. Para finales de los años 1970 se realizaban en promedio 40 exposiciones de sus trabajos al año, incrementándose el número de encargos que recibía. En 1962 terminó la pieza Knife Edge – Two Piece para el College Green, cerca del Palacio de Westminster en Londres. Según sus palabras, "cuando me ofrecieron un lugar cerca de la Cámara de los Lores ... me gustó tanto el terreno que ni siquiera me molesté en buscar un sitio alternativo en el Hyde Park - una escultura solitaria se perdería en un parque tan grande. El lugar cerca de la Cámara de los Lores es bastante diferente. Está al lado de una vía donde la gente camina y tiene asientos donde pueden sentarse y contemplar [la escultura]".

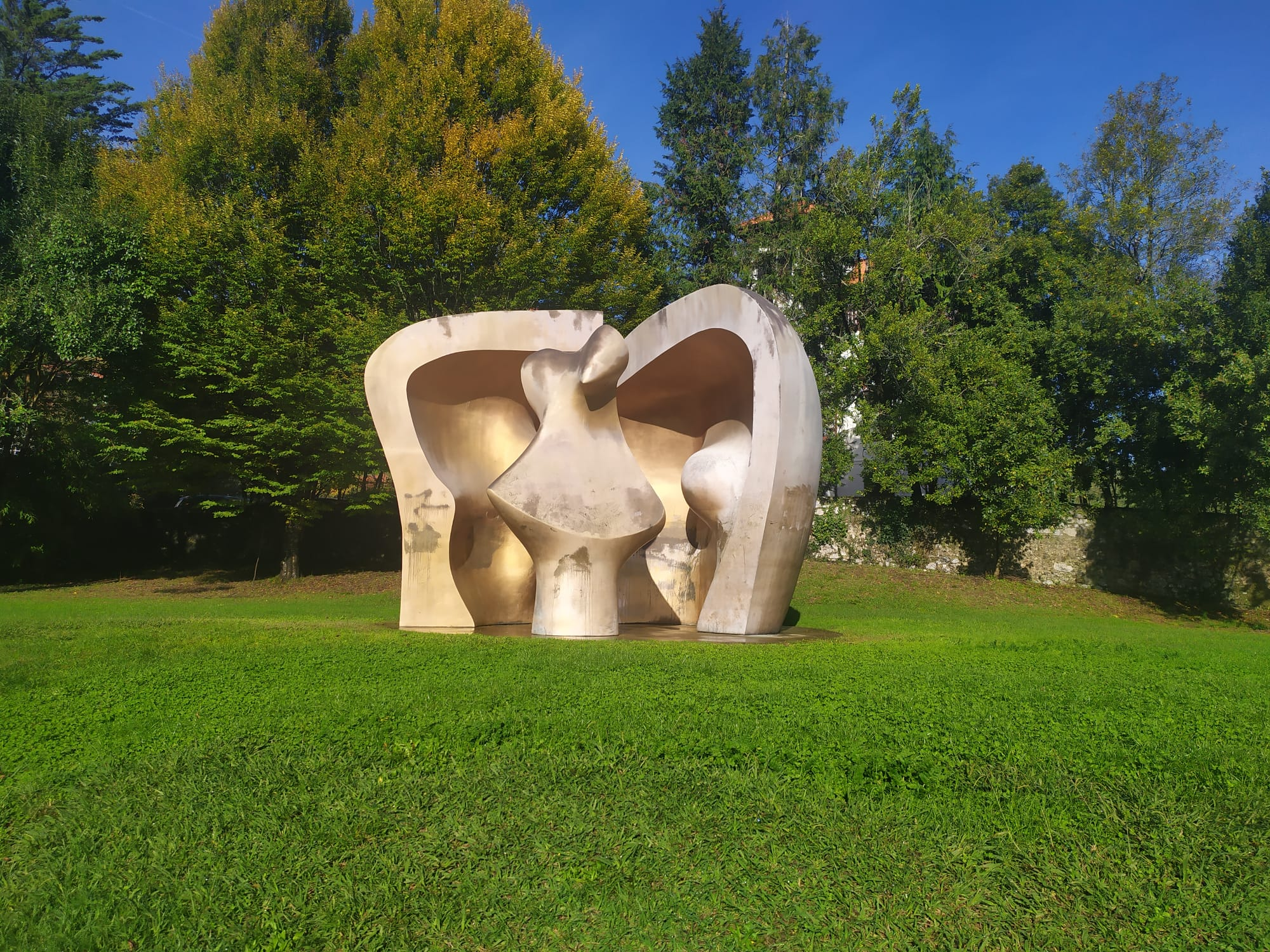
Figura Grande En Un Refugio (1986), en Guernica-Lumo.

Mientras su riqueza crecía, Moore empezó a preocuparse por su legado, por lo que, con la ayuda de su hija Mary, estableció el Henry Moore Trust en 1972 para proteger su patrimonio de los impuestos sobre herencias. Para mitigar esta situación fundó la Fundación Henry Moore con su esposa Irina y su hija Mary como directivas. La fundación fue creada con el objetivo no solo de obtener un descuento en el pago de impuestos, sino también para promover la apreciación pública del arte y preservar las esculturas de Moore. Actualmente, la fundación administra el antiguo hogar de Moore como una galería y museo.
Moore rechazó el título de caballero en 1951 porque creía que esta concesión lo haría parecer una figura establecida y que "un título como ese podría separarme de otros artistas cuyo trabajo tiene objetivos similares a los míos". Moore recibió la Orden de los Compañeros de Honor en 1955 y la Orden de Mérito en 1963. También fue miembro de las juntas directivas de la National Gallery de Londres y de la Tate.
Durante los años 1960 se propuso dedicar un ala de la Tate a las esculturas de Moore, lo cual provocó cierta molestia entre algunos artistas, aunque el proyecto nunca fue concretado. En 1975 se convirtió en el primer presidente de la Turner Society, la cual tenía el objetivo de crear un museo separado para el Turner Bequest (Legado Turner). Sin embargo, la National Gallery y la Tate evitaron que este proyecto se llevara a cabo.
Henry Moore murió el 31 de agosto de 1986 en su hogar en Much Hadham (Hertfordshire) a los 88 años. Fue enterrado en la Artists' Corner (Esquina de los Artistas) en la Catedral de San Pablo de Londres.

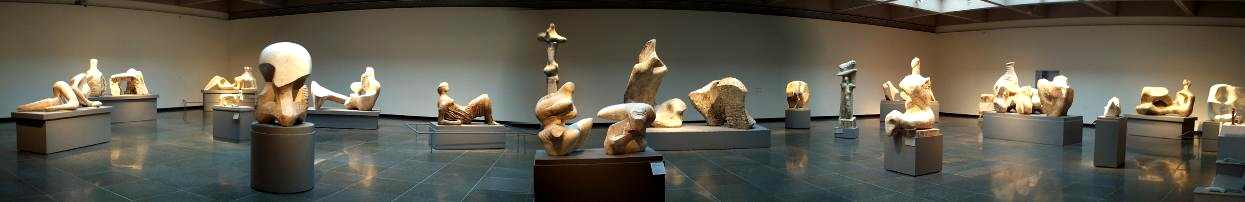
La colección de Henry Moore en la Galería de Arte de Ontario es la colección pública más grande de sus obras.

## Estilo

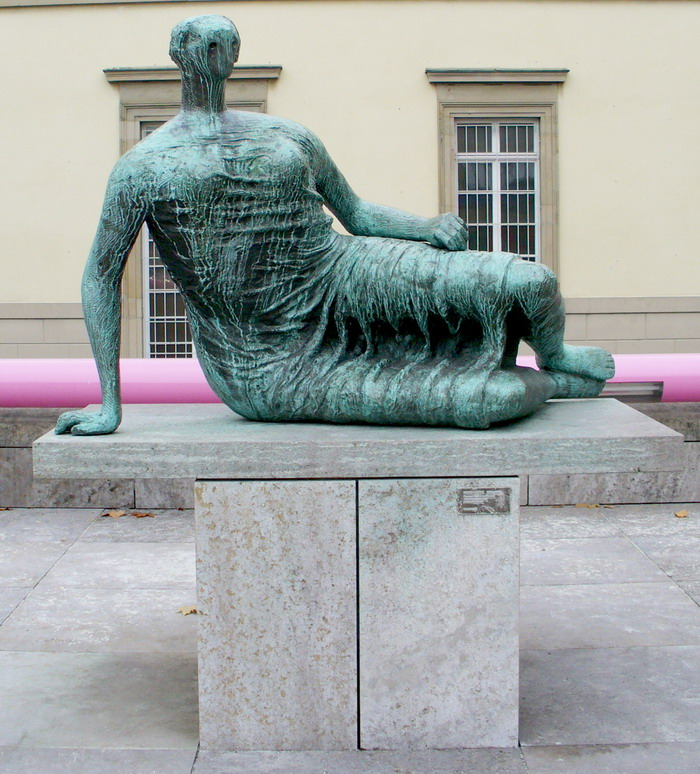
La escultura de bronce de Moore Die Liegende (localizada en Stuttgart) es una de sus primeras figuras reclinadas.

Las primeras obras de Moore fueron realizadas usando la técnica de tallado directo, en la que la forma de la escultura se desarrolla mientras el artista talla el bloque. Durante los años 1930 se unió al movimiento modernista al mismo tiempo que Barbara Hepworth. Ambos intercambiaron ideas con otros artistas que vivían en Hampstead. Moore realizaba varios bocetos y dibujos para cada escultura. Muchos de estos dibujos todavía se conservan y muestran como su estilo evolucionó. Moore consideraba que los dibujos eran de gran importancia. Incluso cuando empezó a padecer artritis, continuó dibujando.

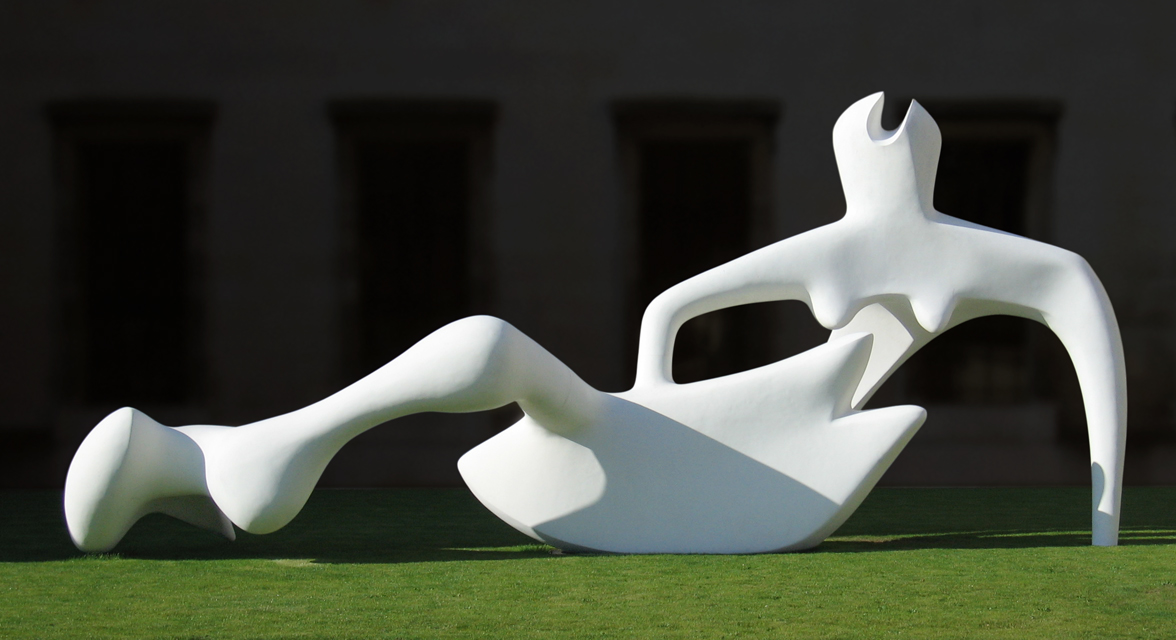
Reclining Figure (1951), Museo Fitzwilliam, Cambridge.

Sus primeras esculturas mostraban vacíos convencionales, producto de extremidades flexionadas que se separaban y regresaban al cuerpo. Posteriormente sus figuras se volvieron más abstractas y tenían agujeros que penetraban directamente el cuerpo. Por medio de este tipo de figuras Moore exploró formas cóncavas y convexas. Estas esculturas fueron desarrolladas en forma paralela a las esculturas de Barbara Hepworth. Hepworth esculpió un agujero por primera vez en un torso un año antes de que Moore lo hiciera en algunas de sus esculturas. La escultura de yeso pintado Reclining Figure (1951), localizada en el Museo Fitzwilliam, es característica de las últimas esculturas de Moore: una figura abstracta femenina con varios hoyos.
Las secuelas de la Segunda Guerra Mundial, el Holocausto y la era de la bomba atómica infundieron en la escultura de los años 1940 un sentimiento de que el arte debería regresar a sus orígenes preculturales y prerracionales. En la literatura de esa época, escritores como Jean-Paul Sartre abogaban por una filosofía reductiva similar. La percepción de Inglaterra emergiendo victoriosa de la batalla influyó el enfoque de Moore en obras caracterizadas por resistencia y continuidad.
Tras la Segunda Guerra Mundial las esculturas de bronces de Moore se volvieron cada vez más grandes. A finales de los años 1940, Moore comenzó a producir esculturas moldeando la figura en arcilla o yeso antes de terminar el trabajo en bronce usando la técnica de moldeo a la cera perdida o la de moldeo en arena. En su hogar en Much Hadham, Moore coleccionó una variedad de objetos naturales: cráneos, madera flotante, guijarros, piedras y conchas, los cuales servían de inspiración para formas orgánicas. Para sus trabajos más grandes Moore creaba modelos a escala antes de realizar el molde final y fundir la pieza.

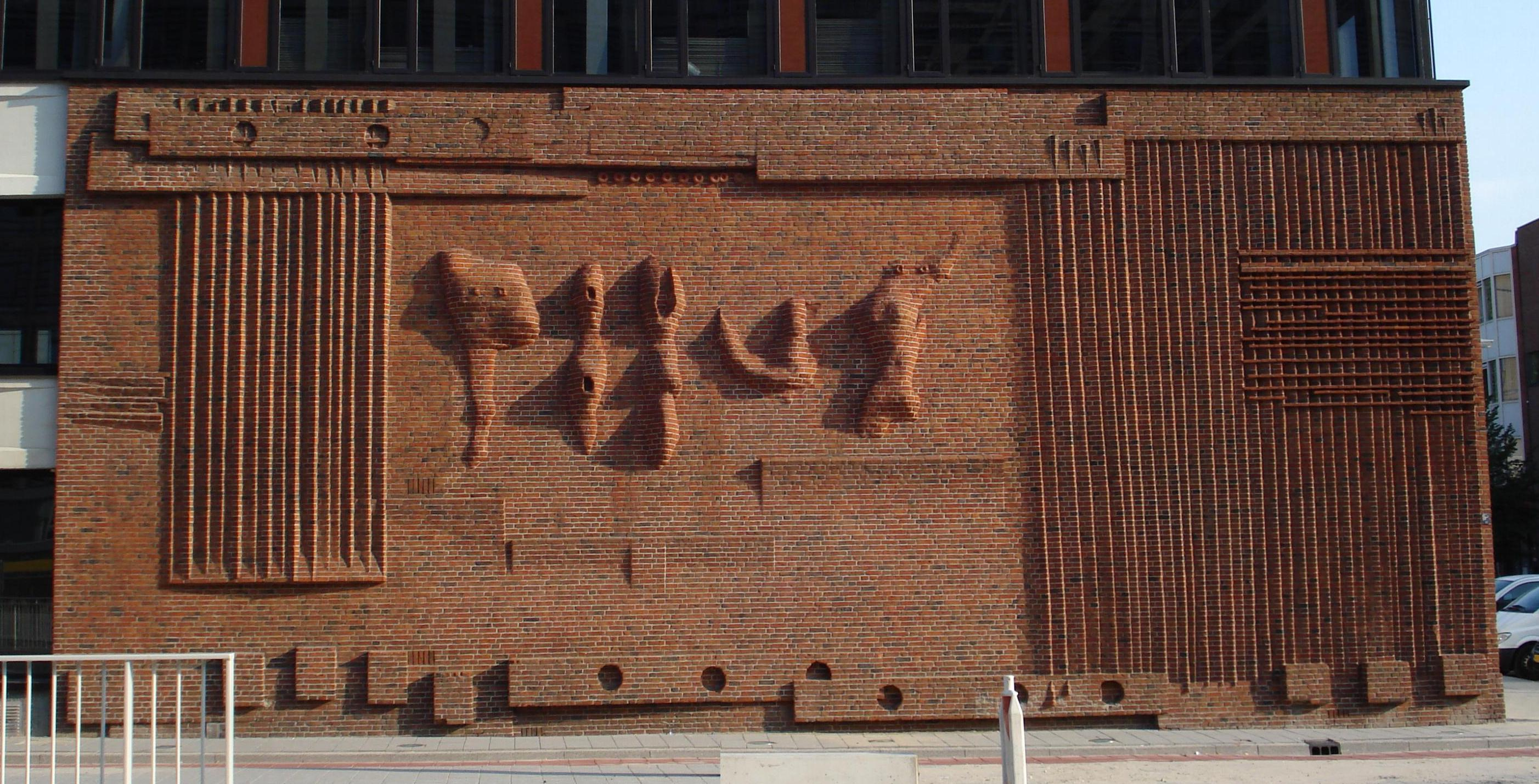
Wall Relief no. 1, Bouwcentrum en Róterdam, 1955.

Moore produjo al menos tres obras importantes de arquitectura escultórica durante su carrera. En 1928, a pesar de sus propias dudas, aceptó su primera comisión pública al realizar West Wind para el edificio del Metro de Londres, un proyecto en el que participaron otros artistas como Jacob Epstein y Eric Gill. En 1952 realizó una pantalla de cemento armado de cuatro partes para el Time-Life Building en New Bond Street (Londres). En 1955 completó su primera y única obra en ladrillo, Wall Relief no. 1, en el Bouwcentrum en Róterdam.
Una de las formas más usadas por Moore fue la figura reclinada. Su exploración de esta figura, inspirada por la estatua tolteca-maya que había visto en el Louvre, hizo que su trabajo se volviera más abstracto mientras experimentaba con los elementos del diseño. Sus primeras esculturas se enfocaban en la masa, mientras que las figuras posteriores contrastaban los elementos sólidos de la escultura con el espacio, no solo alrededor de la pieza, sino que también a través de ella, ya que Moore dejaba vacíos algunos espacios en las esculturas.
Cuando una de sus sobrinas le preguntó por qué sus esculturas tenían títulos tan simples, Moore respondió que "todo el arte debería tener cierto misterio y debería exigir algo del espectador. Darle a una escultura o dibujo un título demasiado explícito se lleva parte de ese misterio, por lo que el espectador pasa al siguiente objeto sin tratar de considerar el significado de lo que acaba de ver. Todos piensan que él o ella realmente lo observaron, pero en realidad no lo hicieron".

## Legado

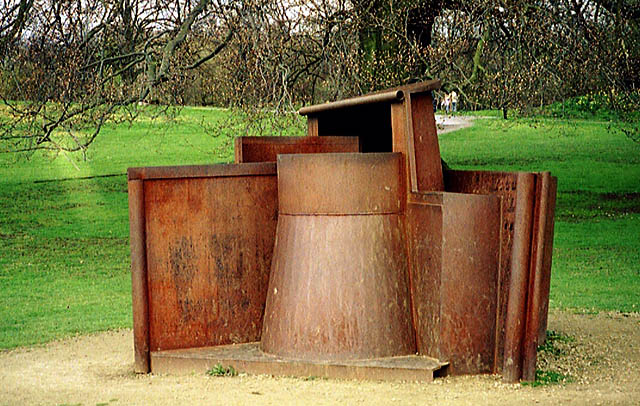
Dream City (1996), acero herrumbrado, de Sir Anthony Caro, en el Yorkshire Sculpture Park.

Para finales de los años 1930 Moore era conocido a nivel mundial. Fue una de las figuras más importantes de la escultura y del Arte moderno británico. Moore influyó directamente a varias generaciones de escultores británicos y extranjeros. Entre los artistas que han reconocido la importancia de Moore para sus trabajos están Anthony Caro, Phillip King e Isaac Witkin; estos tres artistas fueron asistentes de Moore. Otros artistas influenciados por Moore son Lynn Chadwick, Eduardo Paolozzi, Bernard Meadows, Reg Butler, William Turnbull, Robert Adams, Kenneth Armitage y Geoffrey Clarke. Sin embargo, algunos artistas desafiaron su legado. Por ejemplo, en la Bienal de Venecia de 1952, ocho escultores británicos produjeron una serie de trabajos conocidos como Geometry of Fear en contraste directo con los ideales de durabilidad y continuidad de Moore.
Actualmente la Henry Moore Foundation administra el Henry Moore Institute (Instituto Henry Moore) en Leeds, el cual promueve exhibiciones e investigaciones de escultura internacionalmente. Según la fundación, el interés popular por el trabajo de Moore ha disminuido desde su muerte. Sin embargo, las instituciones que apoyaba cumplen un rol esencial promoviendo el arte contemporáneo en el Reino Unido.